# Leszek Gondek
Leszek Gondek (ur. 22 marca 1939, zm. 22 marca 2013) – polski historyk wymiaru sprawiedliwości i służb specjalnych okresy IIWŚ. Prof. dr hab. Akademii Wychowania Fizycznego i Sportu im. Jędrzeja Śniadeckiego w Gdańsku. Tytuł profesora nadany przez prezydenta w 1993 roku. Wykładowca, kierownik Zakładu Historii i Organizacji Kultury Fizycznej, Katedry Nauk Humanistycznych, Zakładu Historii Prawa i Organizacji Kultury Fizycznej, Samodzielnej Pracowni Historii Prawa i Organizacji Kultury Fizycznej, Zakładu Teorii Sportu i Zespołowych Gier Sportowych. Pochowany na cmentarzu komunalnym w Sopocie (kwatera D-3a-19A).

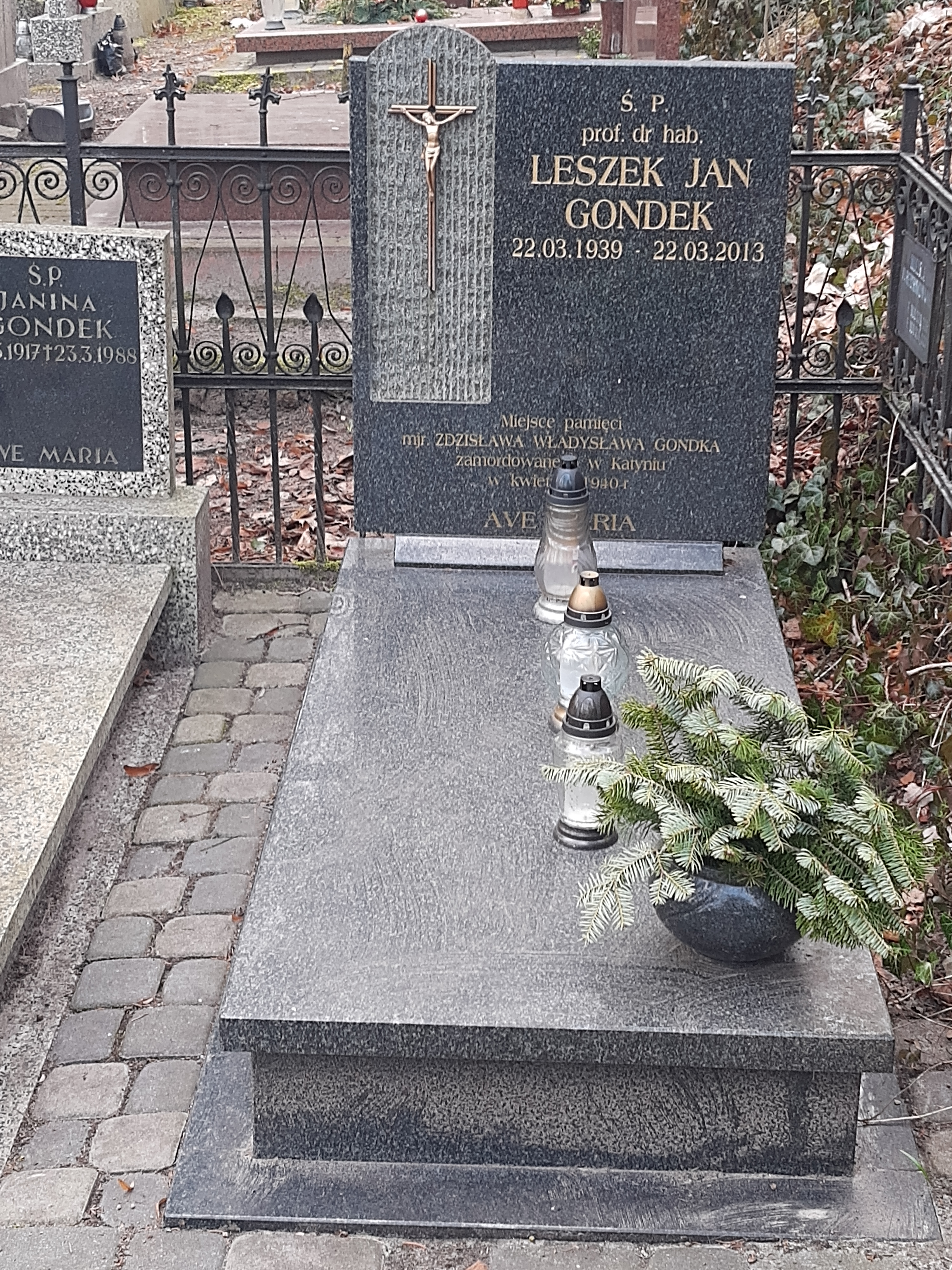
Grób prof. Leszka Gondka na cmentarzu komunalnym w Sopocie

## Publikacje
- z Barbara Kosiorek-Dulian, Działalność Abwehry na terenie Polski 1933-1939, 1974, 414 s.
- Wywiad polski w III Rzeszy 1933-1939. Zarys struktury, taktyki i efektów obronnego działania 1978, 1982, 344 s.
- Polskie misje wojskowe 1945-1949: polityczno-prawne, ekonomiczne i wojskowe problemy likwidacji skutków wojny na obszarze okupowanych Niemiec, 1981, 329 s.
- Na tropach tajemnic III Rzeszy, 1987, 204 s.
- Polska karząca 1939-1945: Polski podziemny wymiar sprawiedliwosci w okresie okupacji niemieckiej, Instytut Wydawniczy Pax, 1988, ISBN 83-211-0973-X, 202 s.
- Agresja Stalina na Polskę, Wydawnictwo Agencja, 1990, ISBN 83-7001-295-7, 106 s.
- W imieniu Rzeczypospolitej: wymiar sprawiedliwości w Polsce w czasie II wojny światowej, PWN, 2011, ISBN 83-01-16579-0, 222 s.